# Port lotniczy Nowokuźnieck
Port lotniczy Nowokuźnieck (IATA: NOZ, ICAO: UNWW) – port lotniczy położony 17 km na zachód od Nowokuźniecka, w obwodzie kemerowskim, w Rosji.

## Linie lotnicze i połączenia
| Linia lotnicza    | Kierunek                                 |
| ----------------- | ---------------------------------------- |
| Aerofłot          | 1. Moskwa-Szeremietiewo                  |
| KrasAvia          | 1. Krasnojarsk                           |
| Nordwind Airlines | 1. Kazań 2. Sankt Petersburg 3. Soczi    |
| Red Wings         | 1. Jekaterynburg                         |
| Rossiya Airlines  | Sezonowo: 1. Krasnojarsk                 |
| S7 Airlines       | 1. Moskwa-Domodiedowo 2. Nowosybirsk     |
| Ural Airlines     | Sezonowe czartery: 1. Moskwa-Domodiedowo |